# Älgtjärnet (Gräsmarks socken, Värmland, 663882-133650)
Älgtjärnet är en sjö i Sunne kommun i Värmland och ingår i Göta älvs huvudavrinningsområde. Sjöns area är 0,015 kvadratkilometer och den befinner sig 310 meter över havet.